# Eduard von Capelle
Eduard von Capelle, född 10 oktober 1855, död 23 februari 1931, var en tysk sjömilitär.
Capelle blev officer vid marinen 1876, konteramiral 1906, viceamiral 1909 och amiral 1913. Från 1891 tjänstgjorde han i krigsmarinministeriet, och blev 1904 direktör för förvaltningsdepartementet och 1914 understatssekreterare. Under första världskrigets inledning var han en nitisk medhjälpare till Alfred von Tirpitz vid flottans nyorganisation och kallades 1916 att efterträda denne som sjöminister. Som sådan kvarstod han till 7 oktober 1918, och var den som initierade det oinskränkta ubåtskriget.